# Уинклвосс, Кэмерон и Тайлер
Кэмерон Ховард Уинклвосс и Тайлер Ховард Уинклвосс (англ. Cameron Howard Winklevoss, Tyler Howard Winklevoss; род. 21 августа 1981, Саутгемптон, Нью-Йорк) — близнецы, американские гребцы и предприниматели. Их главными достижениями в спорте являются золото Панамериканских игр 2007 в восьмёрке с рулевым и выход в финал двоек на Пекинской Олимпиаде. Братья являются основателями социальной сети «ConnectU», долгое время они судились с Марком Цукербергом, настаивая на том, что он украл идею их сайта для своей сети «Facebook».

## Биография
Братья Уинклвосс росли в Гринвиче, Коннектикут. Их отец, доктор Ховард Уинклвосс, преподавал актуарные расчёты в Уортонской школе бизнеса, а также владел собственной компанией. Кэмерон (левша) и Тайлер (правша) с 6 лет играли на пианино, и удивляли взрослых слаженной парной игрой на музыкальных инструментах или сборкой конструктора Lego. В 13 лет они освоили HTML и стали разрабатывать сайты для бизнес-проектов. Братья учились в гринвичских школах, увлекались классикой, древнегреческим и латинским языками. С 15 лет они начали заниматься греблей и организовали команду гребцов в своей средней школе. В 1999 году Уинклвоссы участвовали в юниорском чемпионате мира в Пловдиве, составив парную двойку.
В 2000 году они поступили в Гарвардский университет, где специализировались на экономике, продолжая заниматься греблей под руководством известного гребца Гарри Паркера. Во время учёбы братья были членами элитных студенческих клубов. В 2004 году они окончили университет с дипломами бакалавра искусств. В том же году они выиграли ряд американских соревнований и отправились в Европу, где участвовали в престижных регатах в составе восьмёрки. В 2007 году братья представляли США на Панамериканских играх в Рио-де-Жанейро, где выиграли золото в восьмёрке, и стали вторыми в четвёрке. Уинклвоссы составили американскую двойку на Пекинской Олимпиаде. Они сумели выйти в финал, но там финишировали шестыми. В 2009 году братья поступили на магистра делового администрирования в бизнес-школу Оксфордского университета. В следующем году они участвовали в знаменитой регате против Кембриджа, где проиграли.

## ConnectU
В декабре 2002 года братья и их сокурсник по Гарварду Дивья Нарендра задумали создать социальную сеть для студентов их университета и других престижных учебных заведений. Назвав её «HarvardConnection», они обратились к другу-программисту Санджаю Мавинкурве с предложением о техническом осуществлении проекта. Приступив к работе, Мавинкурве весной 2003 года покинул проект, устроившись на работу в «Google». Партнёры нашли другого программиста, Виктора Гао, но тот по личным причинам осенью прекратил работу. В ноябре 2003 года братья и Нарендра наняли Марка Цукерберга, предоставив ему тексты разработанного программного кода «HarvardConnection». В течение следующих двух месяцев Цукерберг избегал контактов со своими работодателями, занимаясь тем временем вместе с Эдуардо Саверином созданием собственной социальной сети. 6 февраля 2004 года из университетской газеты «The Harvard Crimson» братья и Нарендра узнали, что Цукерберг запустил сайт thefacebook.com. Они обратились к администрации университета с претензией о краже интеллектуальной собственности, но администрация заявила, что дело находится вне её компетенции. Президент университета Лоуренс Саммерс посоветовал им обратиться в суд.
Трио подало иск против Цукерберга, обвинив в краже идеи и программного кода. В мае того же года был запущен сайт «HarvardConnection», вскоре переименованный в «ConnectU». Позже этот проект стал тесно сотрудничать с файлообменной сетью «i2hub» Уэйна Чана, вместе они запустили несколько дочерних проектов под брендом «The Winklevoss Chang Group». В феврале 2008 года тяжба между «ConnectU» и Цукербергом завершилась закрытым мировым соглашением. В декабре 2009 года Чан обвинил Уинклвоссов в том, что они зарегистрировали патент № 20060212395 от 15 марта 2005 года (направленный на защиту цифровых авторских прав), не указав Чана его совладельцем. Также он заявил, что 50-процентная доля «The Winklevoss Chang Group» даёт ему право на половину компенсации Цукерберга. В 2010 году адвокатская контора, представлявшая «ConnectU» в деле против Цукерберга, огласила сумму соглашения — 65 миллионов долларов — и потребовала от нанимателя 13 миллионов за успешный исход дела, после чего была уволена. В мае выяснилось, что 65 миллионов были рассчитаны по значительно заниженной стоимости акций, и «ConnectU» потребовал от Цукерберга доплатить. В октябре 2010 года на экраны вышел фильм «Социальная сеть» о создании «Facebook», где обоих братьев сыграл Арми Хаммер: создатели не смогли найти близнецов, похожих на Уинклвоссов.

#### Инвестиции в криптовалюты
Еще в 2013 году близнецы вложили в биткоины приблизительно $11 млн, купив около 1 % объема этой криптовалюты, а в декабре 2017 года стали первыми в мире (публично известными) биткойновыми миллиардерами. В 2013 году братья купили биткоины по цене $120 за монету, а в декабре 2017 года стоимость криптовалюты достигла $20 000. Сегодня близнецы Уинклвосс остаются одними из самых крупных инвесторов в биткоин, который считают «улучшенной версией золота».